# Crímenes
Crímenes es una colección de cuentos del escritor alemán Ferdinand von Schirach publicada por la editorial Piper en 2009, contiene un prólogo y once cuentos cortos, todos los cuales narran casos criminales extraordinarios. A partir de esta colección se produjo una serie de televisión en la que Josef Bierbichler interpreta el papel principal del abogado penalista Friedrich Leonhardt. Doris Dörrie ya había filmado la historia Glück en 2012.

## Epígrafe
El epígrafe es una cita de Heinrich Kleist: “No podemos decidir si lo que llamamos verdad es verdaderamente verdad o si sólo nos lo parece”.

## Cuentos
Crímenes consiste en once cuentos cortos: 
Fähner
En la fiesta de cumpleaños de su padre, Friedhelm Fähner, de 24 años, conoce a Ingrid, una vendedora tres años mayor que él. La familia Fähner vive desde hace generaciones en la ciudad medieval de Rottweil, donde siempre han gozado de gran estima como médicos, farmacéuticos y jueces. Siguiendo esta tradición, Friedhelm también estudió medicina y se convirtió en médico general en Rottweil. Se casa con Ingrid poco después de conocerse. La luna de miel es en El Cairo. Cuando Ingrid cuenta sus relaciones prematrimoniales, un embarazo y un aborto, esta confesión no empaña la felicidad de la joven pareja, porque Friedhelm es generoso, confiable, honesto, desinteresado y fiel. Así, la promesa que Ingrid le exige ("Nunca debes dejarme") representa un compromiso de por vida que él le jura a su esposa cumplir. Sin embargo, la vida matrimonial rápidamente se convierte en un martirio. Al principio, Ingrid le hace pequeñas acusaciones infundadas, como que es desordenado y sucio. Más tarde, pierde toda inhibición, toda mesura y nivel en sus insultos. Friedhelm sufre la hostilidad constante y la sensación de ser un prisionero de por vida de esta relación debido a su juramento, pero mantiene pacientemente la compostura. Sólo a los 72 años, cuando ya está jubilado, toma el único camino para acabar con el martirio, sin romper su promesa: la mata brutalmente. Su confesión es tan extraordinaria como su castigo.
El tazón de té de Tanata
Pequeños delincuentes berlineses con trasfondo migratorios roban un cuenco de té inmensamente valioso de una villa japonesa. La cultura callejera de Berlín se encuentra con una tradición japonesa centenaria que recupera con la máxima fuerza lo que le fue arrebatado.
El violonchelo
Dos hermanos de una familia adinerada sufren bajo el control de su padre despiadado, pero al final consiguen separarse de su padre y construir su propia vida. Durante un viaje en coche, ambos sufren un accidente en el que el hermano resulta gravemente herido, pierde la memoria y su personalidad cambia. Después de haberlo cuidado durante mucho tiempo a un gran costo personal, su hermana decide primero anestesiarlo y luego dejarlo ahogarse en la bañera.
El erizo
Un joven de origen inmigrante proviene de una familia notoriamente criminal. Allí sufre porque no es directo y brutal como sus hermanos. Gracias a su inteligencia, que oculta a su familia, consigue salvar a uno de sus hermanos de una condena de prisión aparentemente inevitable.
Suerte
Cuenta la historia de dos almas perdidas en Berlín: la prostituta Irina, que huyó de la guerra, y el punk sin hogar Kalle. Los dos se enamoran tentativamente, se mudan juntos y construyen una pequeña vida para sí mismos. Irina continúa recibiendo a sus clientes en su apartamento compartido. Cuando un día uno de sus clientes se desploma y muere, ella tiene que luchar por su felicidad ganada con tanto esfuerzo.
Verano
Una joven es encontrada asesinada en una habitación de hotel. Según se supo más tarde, ella trabajaba allí como prostituta para ganar dinero para su novio. Sin embargo, él se puso celoso y la persiguió. La cuestión de si la mujer fue asesinada por un amigo o un pretendiente es el tema central de la historia.
Autodefensa
Dos nazis deciden acosar a una persona elegida al azar que espera en la estación de tren. Al principio no se resiste, pero cuando los nazis lo apuñalan con un cuchillo, los mata a ambos en cuestión de segundos. La policía, que no sabe nada de él, finalmente tiene que dejarlo ir porque el video de vigilancia muestra que actuó en defensa propia. Quién era el hombre sigue siendo un misterio, ya que no lleva ningún documento de identificación ni habla. Sin embargo, al final hay indicios de que es un asesino a sueldo que acababa de regresar de terminar un trabajo cuando ocurrió el incidente.
Verde
Se encuentran ovejas muertas. A los animales les sacaban los ojos y siempre los mataban con 18 puñaladas. El autor, un joven, es capturado, pero como su padre paga por las ovejas muertas, no se hace nada más contra el muchacho. Sólo cuando una joven desaparece las sospechas recaen sobre el joven. Sin embargo, no se puede probar nada en tal sentido. Además, la joven reaparece: se había ido de vacaciones en secreto con su novio. El chico, aparentemente esquizofrénico, se sincera con el abogado Leonhardt y es ingresado en una clínica en Suiza.
La espina
Un hombre consigue trabajo como guardia de seguridad en un museo. Normalmente, los guardias de seguridad rotan periódicamente para romper su rutina de trabajo diaria. Por casualidad, la rotación de este guardia se cancela. Permanece en la misma sala durante más de 20 años, lo que finalmente lo vuelve loco.
Amor
Un joven hiere a su novia con un cuchillo, ya que quería comerse parte de ella a pesar de que la amaba. Él rechaza luego la terapia. La familia del joven le retira el mandato al abogado Leonhardt y éste no vuelve a saber nada del joven durante mucho tiempo. Años después, en una conversación con un colega, se entera de que el joven mató a una mujer. El motivo no está claro.
El etíope
Es la historia de Frank Michalka, un reconocido perdedor que, después de una infancia y una juventud desastrosas, solo puede contribuir a un declive imparable robando un banco y huyendo a Etiopía. Allí ayuda a modernizar la cosecha de cacao y al pueblo etíope en el que vive, y ha encontrado una esposa, está prosperando. Sin embargo, como todavía lo buscan en Alemania, un día lo capturan y lo extraditan a ese país. El día de su libertad condicional, se escapa y quiere regresar a Etiopía. Sin embargo, después de otro robo a un banco, es atrapado y devuelto a prisión. Sin embargo, debido a su conmovedora historia y su buen comportamiento, lo liberan antes de tiempo y le permiten regresar a Etiopía.

## Contexto
Ferdinand von Schirach declaró al recibir el premio Kleist: "Sí, cualquiera puede convertirse en asesino, sí, existe el asesinato perfecto y sí, las historias son completamente verdaderas. Pero no son verdaderas porque corresponden a la realidad, son verdaderas porque son literatura. Imagínese un expediente de cuatro metros de largo, miles de páginas de informes policiales, transcripciones de interrogatorios, opiniones de expertos y fotografías de la escena del crimen. Imagínense setenta horas de procedimientos judiciales. Y luego tomemos una historia corta. Entonces ¿cuál es la verdad? ¿Qué es la realidad? ¿Un relato de apenas quince páginas o un expediente de cuatro metros de largo?"

## Recepción
Annette Wilmes de Deutschlandfunk elogió la obra: "Proporciona literatura que explica cómo pueden surgir los crímenes, que cada crimen tiene su propia historia y que los perpetradores no siempre provienen del medio criminal. Escribe sobre actos extremos sin olvidar los matices. El abogado explica cuestiones jurídicas complicadas con naturalidad y sin esfuerzo. El papel multifacético del abogado defensor penal, que a menudo actúa en segundo plano y cuyas comparecencias ante el tribunal representan sólo una pequeña parte de su trabajo, se explica en este libro con mayor claridad que en muchos tratados jurídicos. Las historias de von Schirach te mantienen ocupado mucho después de haber dejado el libro. ¡Una pequeña obra maestra!"
Jacinto Antón resalta en El País: "Von Schirach narra con asombroso y conmovedor conocimiento del alma humana historias reales de asesinatos y delincuentes [...] pero lo hace con sobriedad e inteligencia, sin convertir a sus protagonistas en monstruos [...] describe sus acciones con una mirada que se esfuerza por comprender, teñida de piedad y, en algún caso, de ternura."

## Premios
- El libro ganó el premio Kleist[N 2] de 2010.[18]

## Adaptaciones
- Glück es una película dramática de 2012 dirigida por Doris Dörrie basada en el cuento homónimo y protagonizada por Alba Rohrwacher y Vinzenz Kiefer. El estreno mundial tuvo lugar el 15 de febrero de 2012, en el marco del Festival de Cine de Berlín. Dörrie había recibido previamente el premio a la mejor dirección por la película en los Premios de Cine Bávaro de 2011.[2]
- Verbrechen nach Ferdinand von Schirach (también VERBRECHEN nach Ferdinand von Schirach) es el título de una serie policial alemana basada en Crímenes. Josef Bierbichler interpreta el papel principal del abogado penalista Friedrich Leonhardt, que se ocupa de casos penales especiales. La serie fue producida por Oliver Berben para ZDF y consta de seis episodios que se emitieron en abril de 2013.[1]